# Xavier Bordas i Piferrer
Xavier Bordas i Piferrer SDB (* 24. September 1914 in Sant Pol de Mar; † 23. Juli 1936 in Barcelona) war ein römisch-katholischer Ordenspriester und Märtyrer, der als Seliger verehrt wird.

## Geschichte
Xavier Borads i Piferrer wuchs in einer sehr religiösen Familie auf, ging bei den Salesianern Don Boscos in Mataró zur Schule. 1932 schloss er sich der Ordensgemeinschaft an, studierte in Rom an der Päpstlichen Universität Gregoriana Philosophie. Am 17. Juli 1936 kehrten er und Fèlix Vivet i Trabal nach Spanien zurück und wurden in Sarrià in Barcelona eingesetzt. Dort wurden sie vom Ausbruch des Spanischen Bürgerkrieges überrascht. Sie versuchten in der Wohnung der Familie Bordas unterzutauchen, wurden aber entdeckt, und aufgrund ihrer religiösen Überzeugung erschossen.

## Seligsprechung und Verehrung
Xavier Bordas i Piferrer wurde gemeinsam mit weiteren 200 Märtyrern von Valencia, darunter 42 Salesianer, durch Papst Johannes Paul II. am 11. März 2001 in Rom seliggesprochen. Sein liturgischer Gedenktag ist sein Todestag, der 23. Juli.
| Personendaten    | Personendaten                                               |
| ---------------- | ----------------------------------------------------------- |
| NAME             | Bordas i Piferrer, Xavier                                   |
| KURZBESCHREIBUNG | spanischer Geistlicher, römisch-katholischer Ordenspriester |
| GEBURTSDATUM     | 24. September 1914                                          |
| GEBURTSORT       | Sant Pol de Mar                                             |
| STERBEDATUM      | 23. Juli 1936                                               |
| STERBEORT        | Barcelona                                                   |